# Чипан (село)
Чипан (каз. Шипан) — село в Сауранском районе Туркестанской области Казахстана. Входит в состав Жуйнекского сельского округа. Код КАТО — 512639300.

## Население
В 1999 году население села составляло 1907 человек (962 мужчины и 945 женщин). По данным переписи 2009 года, в селе проживало 1990 человек (1030 мужчин и 960 женщин).